# Tipula (Vestiplex) vaillanti vaillanti
Tipula (Vestiplex) vaillanti vaillanti is een ondersoort van de tweevleugelige Tipula (Vestiplex) vaillanti uit de familie langpootmuggen (Tipulidae). De ondersoort komt voor in het Palearctisch gebied.